# Frederik Ellgaard

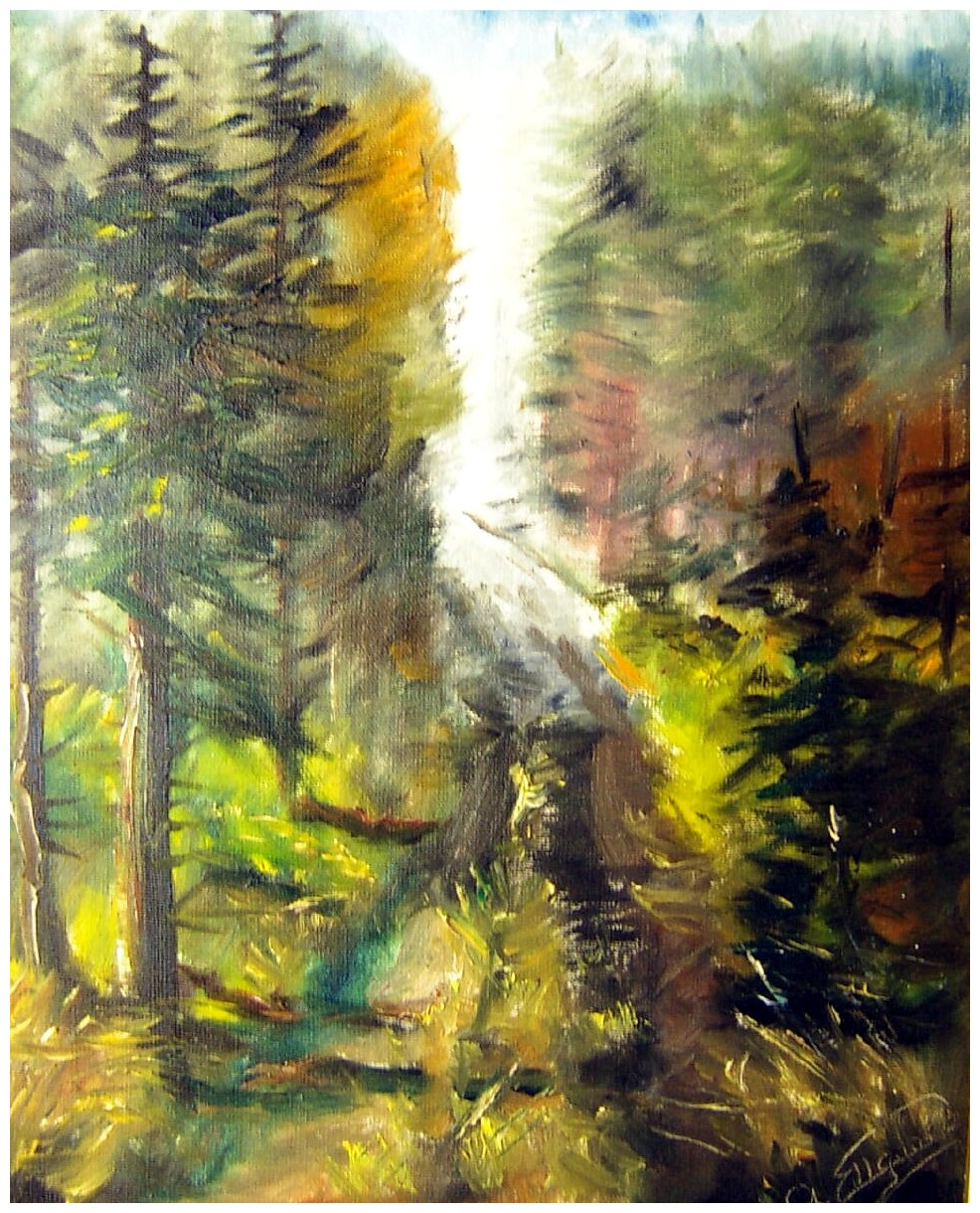
Frederik Ellgaard "Waldweg"

Frederik Ellgaard, ursprünglich Friedrich Ellgaard (* 17. Juni 1896 in Hadersleben, Deutsches Reich; † nach 1960) war ein deutsch-dänischer Maler, der hauptsächlich durch seine Landschaftsmotive bekannt wurde.
Frederik Ellgaard wurde 1896, im damals noch deutschen Hadersleben in Nordschleswig, geboren. Er war das älteste von sechs Kindern des Straßenarbeiters Nikolai Ellgaard und Laura Ellgaard. Frederik Ellgaard interessierte sich schon früh für die Malerei und im Alter von 19 Jahren wollte er an die Königlich Dänische Kunstakademie in Kopenhagen. Doch dazu kam es nicht, er wurde zum Wehrdienst im Ersten Weltkrieg eingezogen, in dem er auf deutscher Seite kämpfte. Nach der deutsch/dänischen Abstimmung (Volksabstimmung in Schleswig) 1920 wanderten sein Vater und einige seiner Geschwister in die USA aus. Er entschloss sich, zu bleiben und nahm die dänische Staatsbürgerschaft an.

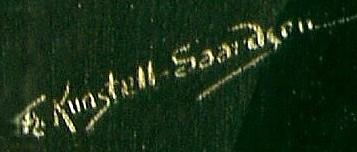
Eine von Frederik Ellgaards Signaturen "Fr. Kunstell Gaardson"

Frederik Ellgaard wurde hauptsächlich bekannt für seine Ölgemälde mit ländlichen und bäuerlichen Idyllen, die er in großer Stückzahl während der 1930er, 1940er und 1950er Jahre produzierte, beispielsweise Pflügender Bauer, Heuernte, Pferde im Bauernhof und Grasende Pferde am Fluss. Seltener sind seine Seemotive mit Fischern und Segelschiffen. Seine Gemälde hängen in vielen dänischen Wohnzimmern und in einigen dänischen Museen. In den 1960er Jahren wurden seine Werke mehr expressiv, wie beispielsweise das Motiv Waldweg. Wenn er seine Arbeiten nicht mit Fr. Ellgaard signierte, war sein Pseudonym oft Fr. Kunstell Gaardson (Kunst Ellgaard son). 
Ein Cousin von Frederik Ellgaard war der deutsche Pressezeichner Helmuth Ellgaard und sein Neffe ersten Grades der amerikanische Biologe und Professor Erik G. Ellgaard.